# Окорокова, Екатерина Сергеевна
Екатерина Сергеевна Окорокова, в девичестве Чепкий (родилась 20 декабря 1985 года в Ельце) — российская волейболистка сидя, игрок «ЦСП-Крылатское» и капитан женской сборной России. В составе сборной России — чемпионка мира 2018 года, чемпионка Европы 2017 и 2019 годов. Заслуженный мастер спорта России (2018) и мастер спорта России международного класса.

## Биография
Спортом в детстве не занималась: утверждала, что в детстве были проблемы с координацией. В 2008 году попала в ДТП, получив множественные травмы: ей пришлось ампутировать ногу выше колена. После больницы в протезном предприятии получила предложение заняться академической греблей для инвалидов, стала чемпионкой России. С 2011 года занимается волейболом сидя, выступает за московскую команду «ЦСП-Крылатское». Стала трёхкратной чемпионкой России.
Выступает за московскую команду «ЦСП-Крылатское». В составе женской российской сборной выиграла чемпионаты Европы 2017 и 2019 годов и 2019 годов, а также чемпионат мира 2018 года. За победу на чемпионате мира 2018 года удостоена звания Заслуженного мастера спорта России.
Есть дочка.